# Thunderation
Thunderation sont des montagnes russes hybrides (structure en bois) de type train de la mine du parc Silver Dollar City, situé à Branson, dans le Missouri, aux États-Unis.